# بوخس
بوخس (بالألمانية: Buchs) هي إحدى بلديات مقاطعة ديلسدورف في كانتون زيورخ في سويسرا. تبلغ مساحتها 5.87 كيلومتر مربع، ويقدر عدد سكانها بـ 6315 نسمة (حسب تعداد ديسمبر 2017).